# Kids' Choice Awards 2016
Kids' Choice Awards 2016 foi a 29ª edição do Kids' Choice Awards, e foi realizada em 12 de março de 2016. Foi apresentado pelo cantor Blake Shelton. A nova série School of Rock, estreou após a cerimônia, na Nickelodeon.

## Apresentador
- Blake Shelton[1][2]

Apresentador pré-cerimônia
- Youtubers e Atores

## Performances musicais
- Charlie Puth feat. Wiz Khalifa – "One Call Away"/"See You Again"
- Silentó - "Watch Me"
- DNCE - "Cake by the Ocean"[3][nota 1]

## Indicados
As indicações foram anunciadas em 2 de fevereiro de 2015, quando a votação começou.
A lista dos vencedores saiu no dia 12 de março de 2016.
Foram adicionadas seis novas categorias, que são "Programa de Culinária Favorito", "Parceria Favorita", "Ator de TV Favorito - Programa Infantil", "Ator de TV Favorito - Programa Para Família", "Atriz de TV Favorita - Programa Infantil" e "Atriz de TV Favorita - Programa Para Família". Os vencedores estão listados em negrito.
| TELEVISÃO | TELEVISÃO |
| Programa de TV Favorito | Programa de TV Favorito - Para Família |
| --- | --- |
| - The Thundermans - Austin & Ally - Girl Meets World - Henry Danger - Jessie - Lab Rats: Bionic Island | - The Muppets - Marvel’s Agents of S.H.I.E.L.D. - Modern Family - Once Upon a Time - The Big Bang Theory - The Flash |
| Ator de TV Favorito - Programa Infantil | Atriz de TV Favorita - Programa Infantil |
| - Ross Lynch – Austin & Ally como Austin Moon - Aidan Gallagher – Nicky, Ricky, Dicky & Dawn como Nicky Harper - Casey Simpson – Nicky, Ricky, Dicky & Dawn como Ricky Harper - Jace Norman – Henry Danger como Henry Hart - Jack Griffo – The Thundermans como Max Thunderman - Tyrel Jackson Williams – Lab Rats: Bionic Island como Leo Dooley                 | - Zendaya – K.C. Undercover como K.C. Cooper - Debby Ryan – Jessie como Jessie Prescott - Dove Cameron – Liv and Maddie como Liv Rooney - Kira Kosarin – The Thundermans como Phoebe Thunderman - Laura Marano – Austin & Ally como Ally Dawson - Lizzy Greene – Nicky, Ricky, Dicky & Dawn como Dawn Harper                                                                  |
| Ator de TV Favorito - Programa Para Família | Atriz de TV Favorita - Programa Para Família |
| - Jim Parsons – The Big Bang Theory como Sheldon Cooper - Anthony Anderson – Black-ish como Andre 'Dre' Johnson - Ben McKenzie – Gotham como James Gordon - Grant Gustin – The Flash como Barry Allen - Johnny Galecki – The Big Bang Theory como Leonard Hofstadter - Rico Rodriguez – Modern Family como Manny Delgado                                          | - Sofia Vergara – Modern Family como Gloria Delgado-Pritchett - Chloe Bennet – Marvel’s Agents of S.H.I.E.L.D. como Daisy “Skye” Johnson - Jennifer Morrison – Once Upon a Time como Emma Swan - Kaley Cuoco – The Big Bang Theory como Penny Hofstadter - Ming-Na Wen – Marvel’s Agents of S.H.I.E.L.D. como Melinda May - Sarah Hyland – Modern Family como Haley Dunphy    |
| Show de Talentos Favorito | Programa de Culinária Favorito |
| - The Voice - America's Got Talent - American Idol - Dance Moms - Dancing with the Stars | - Cake Boss - Cake Wars - Chopped Junior - Diners, Drive-Ins and Dives - Hell’s Kitchen - MasterChef Junior |
| Desenho Favorito | |
| - SpongeBob SquarePants - ALVINNN!!! and The Chipmunks - Gravity Falls - Ninjago - Phineas and Ferb - Steven Universe - Teen Titans Go! - The Amazing World of Gumball | |
| CINEMA | |
| Filme Favorito | Filme Animado Favorito |
| - Star Wars: The Force Awakens - Ant-Man - Avengers: Age of Ultron - Cinderella - Daddy’s Home - Jurassic World - Pitch Perfect 2 - The Hunger Games: Mockingjay - Part 2 | - Hotel Transylvania 2 - Alvin and the Chipmunks: The Road Chip - Home - Inside Out - Minions - The Peanuts Movie |
| Ator de Cinema Favorito | Atriz de Cinema Favorita |
| - Will Ferrell – Daddy’s Home como Brad Whitaker - Chris Evans – Avengers: Age of Ultron como Steve Rogers / Capitão América - Chris Hemsworth – Avengers: Age of Ultron como Thor - Chris Pratt – Jurassic World como Owen - John Boyega – Star Wars: The Force Awakens como Finn - Robert Downey Jr. – Avengers: Age of Ultron como Tony Stark / Homem de Ferro | - Jennifer Lawrence – The Hunger Games: Mockingjay - Part 2 como Katniss Everdeen - Anna Kendrick – Pitch Perfect 2 como Beca - Daisy Ridley – Star Wars: The Force Awakens como Rey - Lily James – Cinderella como Cinderela - Rebel Wilson – Pitch Perfect 2 como Fat Amy - Scarlett Johansson – Avengers: Age of Ultron como Natasha Romanoff / Viúva Negra                |
| Voz de Filme Animado Favorita | |
| - Amy Poehler – Inside Out como Alegria - Jennifer Lopez – Home como Lucy - Jim Parsons – Home como Oh - Justin Long – Alvin and the Chipmunks: The Road Chip como Alvin - Sandra Bullock – Minions como Scarlet Overkill - Selena Gomez - Hotel Transylvania 2 como Mavis                                                                                        | |
| MÚSICA | |
| Cantor Favorito | Cantora Favorita |
| - Justin Bieber - Blake Shelton - Drake - Ed Sheeran - Nick Jonas - The Weeknd | - - Ariana Grande - Adele - Meghan Trainor - Nicki Minaj - Selena Gomez - Taylor Swift |
| Banda Favorita | Revelação Favorita |
| - Fifth Harmony - Fall Out Boy - Imagine Dragons - Maroon 5 - One Direction - Pentatonix | - Shawn Mendes - Alessia Cara - DNCE - OMI - Silentó |
| Música Favorita do Ano | Parceria Favorita |
| - "Hello" – Adele - "Bad Blood" (feat. Kendrick Lamar) – Taylor Swift - "Can’t Feel My Face" – The Weeknd - "Hotline Bling" - Drake - "Thinking Out Loud" – Ed Sheeran - "What Do You Mean?" – Justin Bieber | - "See You Again" – Wiz Khalifa feat. Charlie Puth - "Bad Blood" – Taylor Swift feat. Kendrick Lamar - "Downtown" – Macklemore & Ryan Lewis feat. Eric Nally, Melle Mel, Kool Moe Dee e Grandmaster Caz - "Good For You" - Selena Gomez feat. A$AP Rocky - "Like I’m Gonna Lose You" – Meghan Trainor feat. John Legend - "Where Are Ü Now" – Skrillex, Justin Bieber & Diplo |
| Livro Favorito | Game Favorito |
| - Série Diary of a Wimpy Kid - Diary of a Minecraft Zombie - Série Harry Potter - Star Wars: Absolutely Everything You Need To Know - Série The Hunger Games - Série The Maze Runner | - Just Dance 2016 - Disney Infinity 3.0 - Minecraft: Story Mode - Skylander SuperChargers - SpongeBob HeroPants - Super Mario Maker |

## Premiações internacionais

### Brasil
| MÚSICA                                                |
| Artista Brasileiro Favorito                           |
| ----------------------------------------------------- |
| - Fly - Anitta - Biel - Ludmilla - MC Gui - Zé Felipe |

### Portugal
| MÚSICA                                       |
| Músico Português Favorito                    |
| -------------------------------------------- |
| - Agir - Carlão - D.A.M.A - Filipe Gonçalves |

### América Latina
| MÚSICA |
| Estrela Latina Favorita                                                                                         |
| --- |
| - Julián Serrano - Lali Espósito - María Gabriela de Faría - Mario Bautista - Paty Cantú - Sebastián Villalobos |

### Itália
| MÚSICA                                                         |
| Cantor Italiano Favorito                                       |
| -------------------------------------------------------------- |
| - Alessio Bernabei - Benji & Fede - Michele Bravi - The Kolors |

### Espanha
| MÚSICA                                            |
| Artista Espanhol Favorito                         |
| ------------------------------------------------- |
| - Lucía Gil - Calum - Maverick - Sweet California |